# اچ‌دی ۱۴۷۵۱۳
اچ‌دی ۱۴۷۵۱۳ یک ستاره است که در صورت فلکی کژدم قرار دارد.